# Cybister alluaudi
Cybister alluaudi är en skalbaggsart som beskrevs av Guignot 1936. Cybister alluaudi ingår i släktet Cybister och familjen dykare. Inga underarter finns listade i Catalogue of Life.